# Markus Eichler
Pour les articles homonymes, voir Eichler.
Markus Eichler, né le 18 février 1982 à Varel, est un coureur cycliste allemand. Il est passé professionnel en 2007 chez Unibet.com. 

## Palmarès
- 2006
  - Grand Prix de Lillers
  - Tour du Brabant wallon :
    - Classement général
    - 1re étape

  - Tour de Drenthe
  - Grand Prix de Dourges-Hénin-Beaumont
  - Rund um den Elm
  - 2e des Boucles de la Mayenne
  - 2e de la Ster van Zwolle
  - 3e de l'Circuit du Pays de Waes
- 2010
  - Batavus Prorace
- 2011
  - 4e étape du Tour d'Azerbaïdjan
  - Prologue de la Flèche du Sud
- 2013
  - 2e du Tour de Drenthe

## Résultats sur les grands tours

### Tour d'Italie
- 2008 : 141e et lanterne rouge (dossard noir)

### Tour d'Espagne
- 2010 : 114e

## Classements mondiaux
| Année           | 2006 | 2007 | 2008 | 2009 | 2010 | 2011 | 2012 | 2013 |
| --------------- | ---- | ---- | ---- | ---- | ---- | ---- | ---- | ---- |
| UCI Africa Tour |      |      |      |      |      | 168e |      |      |
| UCI Europe Tour | 16e  |      |      |      |      | 478e |      | 260e |